# UNAMSIL

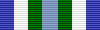
Baretka medalu ONZ za misje UNOMSIL i UNAMSIL.

UNAMSIL (pełna nazwa United Nations Mission In Sierra Leone) – misja pokojowa Organizacji Narodów Zjednoczonych w Sierra Leone z siedzibą we Freetown. Została ustanowiona mocą rezolucji  S/RES/1270 Rady Bezpieczeństwa ONZ z 22 października 1999. Zastąpiła dotychczasową misję obserwacyjną (UNOMSIL). Celem misji było pomóc we wprowadzeniu w życie porozumienia pokojowego z Lome, pomiędzy stroną rządową a Zjednoczonym Frontem Rewolucyjnym (RUF). Misja została zakończona w grudniu 2005. W jej miejsce powołano Zintegrowane Biuro Narodów Zjednoczonych dla Sierra Leone (UNIOSIL).

## Wojna domowa w Sierra Leone
Misja powołana została w celu egzekwowania porozumienia pokojowego pomiędzy rządem Sierra Leone a rebeliantami, usuniętymi ze stolicy oraz zmuszonymi do negocjacji w wyniku działań międzynarodowego korpusu wojskowego ECOMOG składającego się głównie z sił Nigeryjskich i Gwinejskich.

## Przebieg misji
Pierwsze oddziały ONZ przybyły do Freetown 30 listopada 1999. Jednocześnie rozpoczęto wycofywanie oddziałów ECOMOG, co doprowadziło do aktów przemocy wobec „niebieskich hełmów”.  Po całkowitym wycofaniu sił ECOMOG które nastąpiło 2 maja 2000. Brytyjscy komandosi musieli osłaniać ewakuację personelu międzynarodowego z Freetown. Pod koniec maja pojawienie się dodatkowych jednostek nigeryjskich zapobiegło eskalacji konfliktu, oraz zwiększyło liczebność sił pokojowych do 13 000. 18 VII 2000 siły międzynarodowe odblokowały otoczoną od kilku miesięcy bazę UNAMSIL w Kailahun. Sekretarz Generalny ONZ Kofi Annan apelował pod koniec 2000 roku do społeczności międzynarodowej o zwiększenie obecności wojskowej w pogrążonym w chaosie kraju do 20 000 ludzi, co jednak spotkało się z odmowną reakcją mocarstw takich jak USA, Wielka Brytania czy Indie.
19 stycznia 2002 roku prezydent Sierra Leone Ahmad Tejan Kabbah ogłosił zakończenie procesu rozbrajania rebeliantów, a w grudniu 2005 roku wygasł mandat misji UNAMSIL.

## Siły i straty
W misji uczestniczyły siły 37 państw:  Australia, Bangladesz,  Boliwia,  Chiny,  Chorwacja,  Egipt,  Gambia,  Ghana,  Gwinea,  Indie,  Indonezja,  Jordania,  Kenia,  Kirgistan,  Malawi,  Malezja,  Mauritius,  Namibia,  Nepal,  Niemcy,  Niger,  Nigeria,  Norwegia,  Pakistan,  Rosja,  Senegal,  Słowacja,  Sri Lanka,  Stany Zjednoczone, Szwecja,  Tanzania,  Turcja,  Ukraina,  Urugwaj,  Wielka Brytania,  Zambia,  Zimbabwe.
W czasie trwania misji śmierć poniosło 164 żołnierzy, 2 obserwatorów militarnych oraz 22 inne osoby.